# Tarbaby
Tarbaby ist ein Jazztrio aus Orrin Evans, Eric Revis und Nasheet Waits, das unter diesem Namen seit 2006 arbeitet.

## Geschichte
Bereits seit den späten 1990er Jahren arbeitete Orrin Evans gelegentlich im Trio mit Eric Revis und Nasheet Waits. Seit den 1840er Jahren wird in den USA der Ausdruck „Tar-Baby“ (dt. „Teerbaby“) als groteskes Schimpfwort verwendet. In der gleichnamigen Geschichte aus Uncle Remus, dem Buch von Joel Chandler Harris, das 1881 erstveröffentlicht wurde, geht es um eine Puppe aus Teer und Terpentin. Tarbaby wurde als kollaboratives Trio 2006 von dem Pianisten Orrin Evans, dem Bassisten Eric Revis und dem Schlagzeuger Nasheet Waits gegründet.
Schon sehr früh war Tarbaby bereit für die Öffnung des Triokonzepts; Gastmusiker wie Nicholas Payton, Oliver Lake, JD Allen und Stacy Dillard haben mit dem Trio gearbeitet und es auf den meisten seiner Tonträger unterstützt. Nur das Album  You Think This America entstand ausschließlich im Trio der drei Bandmitglieder.

## Diskographie
- Tarbaby (EP, Imani Records 2008, mit JD Allen, Stacy Dillard sowie TC III)
- The End of Fear (Posi-Tone Records 2010, mit Oliver Lake, JD Allen, Nicholas Payton)[5]
- Ballad of Sam Langford (Hipnotic Records 2012, mit Ambrose Akinmusire, Oliver Lake, Matthew Evans)
- Tarbaby with Special Guests Oliver Lake & Marc Ducret: Fanon (RogueArt 2013)
- Tarbaby Feat. Oliver Lake: Dance of the Evil Toys (Clean Feed Records 2022, mit Josh Lawrence)
- You Think This America (Giant Step Arts 2024)